# Зуховицкий, Семён Израилевич
Семён Израилевич (Симха) Зуховицкий (ивр. שמחה זוכוביצקי‎, англ. Simcha Zuhovitski (Zukhovitskii); 17 июня 1908, Олькеники, Виленская губерния, Российская империя — 2 декабря 1994, Иерусалим, Израиль) — советский украинский и израильский математик, специалист в области математического программирования и сетевого планирования, создатель математического учебного центра в Киеве и кафедры прикладной математики в МИСИ, организатор Всесоюзных зимних школ в Дрогобыче и семинара по прикладной математике в Беэр-Шеве.

## Биография
Симха Зуховицкий родился в 1908 году в местечке Олькеники Виленской губернии Российской империи в семье потомственного раввина Израиля-Лейзера Хаим-Гиршевича Зуховицкого (1874—?), уроженца Делятичей, и Эстер-Хаи Файвушевны Зандман (1875—?), родом из Олькеник, где они заключили брак в 1900 году. У него была старшие сестра Мера (1903) и брат Йосл (1905). Тремя годами позже семья переехала в город Чериков Могилёвской губернии, где его отец получил должность раввина.
В Черикове учился в хедере, затем продолжил учёбу самообразованием. Его религиозным воспитанием занимался отец, признанный авторитет в этой области. Отец хотел, чтобы сын по семейной традиции стал раввином, но, учитывая пожелание сына, было решено, что он продолжит общее образование после того, как закончит религиозное. В 1924 году С. И. Зуховицкий прошёл экзамен и получил удостоверение раввина. Затем он окончил среднюю школу Черикова и ещё год преподавал в этой школе.
Случилось так, что социальное происхождение не помешало С. И. Зуховицкому получить среднее образование при Советской власти, но его попытка поступить на математический факультет Ленинградского университета закончилась неудачно, несмотря на успешно сданные экзамены. Однако в возрасте восемнадцати лет Симха всё же получил возможность учиться экстерном на математическом факультете Киевского университета (тогда он назывался Киевским институтом народного образования), где он прошёл пятилетний курс обучения всего за полтора года. В этот период большое влияние на его математические интересы оказал математик Наум Ильич Ахиезер.
С 1930 года Семён Израилевич преподаёт в Институте кожевенной промышленности, работая на кафедре математики Ю. Д. Соколова. В 1937 году Зуховицкий защищает кандидатскую диссертацию, получает должность доцента и работает в Киевском университете и институте математики Украинской академии наук.
С началом войны в 1941 году Зуховицкий уходит добровольцем на фронт. В сентябре того же года его часть оказывается в окружении и попадает в плен. Понимая, что его как еврея ждёт расстрел, он предпринимает попытку к бегству и добирается до оккупированного Киева. Там его с риском для собственной жизни укрывают от немецких властей Юрий Дмитриевич Соколов и его супруга и затем помогают устроиться дворником под украинским именем. Впоследствии имена Соколовых были внесены в список Праведников мира. 
В ноябре 1943 года Киев был освобождён, и Семён Израилевич сразу же вернулся к своей работе в Киевском университете, где он продолжал преподавать до сентября 1949 года. О высоком уровне его университетских лекций вспоминают многие математики. С 1947 по 1952 года Зуховицкий работал в Киевском педагогическом институте. В 1951 году он защищает докторскую диссертацию, но уже в следующем году вынужден уехать из родного для него Киева. Академик Ю. М. Березанский объясняет уход Зуховицкого из университета и затем его выезд из Киева тем, что в эти годы усилились гонения на евреев и «космополитов».
С 1953 по 1957 год Зуховицкий заведует кафедрой математики Луцкого педагогического института. В Луцке он создаёт математическую школу, основанную на его семинаре по теории функций. В 1958 году Семён Израилевич возвращается в Киев и до 1965 года работает там сначала в институте пищевой промышленности, а затем в пединституте. Несмотря на то, что Зуховицкий не имеет возможности работать в университете, эти годы были для него особенно плодотворными. Он продолжает научно-исследовательскую работу, о чём свидетельствуют публикации полученных им результатов в академических изданиях, а также совместно со своими учениками пишет две монографии. Он также проводит в жизнь свои научно-организационные инициативы по созданию курсов и семинаров и, по сути дела, основывает в Киеве альтернативный университет, в котором известные математики имеют возможность преподавать университетские курсы, а молодые математики — учиться и начинать научные исследования.
С 1965 года Семён Израилевич работал в Московском инженерно-строительном институте (МИСИ), куда его пригласили для создания кафедры прикладной математики. Со временем эта кафедра становится известной и уважаемой в Москве и в ней действует организованный Зуховицким общемосковский семинар по математическому программированию. Совместно с проф. С. Я. Хавинсоном он основывает в МИСИ первый в СССР факультет повышения квалификации преподавателей вузов. В 1968 году реализует ещё одну задумку — создаёт ежегодную Всесоюзную зимнюю школу по математическому программированию. Эта школа, действовавшая возле города Дрогобыча во время зимних каникул, в значительной мере определила дальнейшее развитие прикладной математики в СССР.
В 1975 году С. И. Зуховицкий вышел на пенсию и вскоре после этого репатриировался в Израиль, где он встретился со многими родственниками, в том числе с д-ром Феликсом Зандманом. Свободно владея ивритом, он начал преподавать уже в первый год своего приезда в Израиль. Он работал в Иерусалимском университете на кафедре прикладной математики и на кафедре статистики, а также в Беэр-Шевском университете на кафедре математики. Организованный им в Беэр-Шеве семинар по прикладной математике отличался рекордным числом участников. В Израиле С. И. Зуховицкий преподавал до своего 80-летия.
Умер в Иерусалиме в декабре 1994 года. В память о нём учреждена премия имени С. И. Зуховицкого на математическом факультете Иерусалимского университета.

## Семья
- Дочь — Марина Семёновна Эскина, кандидат физико-математических наук, замужем за математиком Г. И. Эскиным.
  - Внуки — математик Алекс Эскин и учёный в области биоинформатики Элеазар Эскин.
- Дочь — Евгения Семёновна Зуховицкая, кандидат физико-математических наук, старший лектор в Иерусалимский университете

## Научная и педагогическая работа
В 1930-е годы Зуховицкий занимался теорией наилучшего приближения функций. В своей кандидатской диссертации «Об аппроксимации функций на малом интервале» он применил идеи С.Н. Бернштейна к проблеме П.Л. Чебышёва о наилучшем приближении функций.
В послевоенные 1940-е годы Семён Израилевич находится в центре математической жизни Киева. Он (вместе с Н.Н.Боголюбовым) редактирует украинский перевод фундаментальной работы Стефана Банаха «Теория линейных операторов» и пишет очерк о трагической судьбе польского математика. Это издание способствовало становлению школы функционального анализа Киева, а впоследствии и Воронежа, где работали бывшие киевские математики С.Г.Крейн и М.А.Красносельский.
В 1950 году Зуховицкий совместно с М.Г. Крейном публикует статью, которая становится началом его исследований по проблемам чебышёвских приближений в банаховом и гильбертовом пространствах. Докторскую диссертацию по теме «Некоторые вопросы чебышёвских приближений» Зуховицкий защищает в Институте математики Украинской академии наук. Из результатов диссертации следует отметить построение алгоритма для наилучшего приближения системы несовместных линейных уравнений. Позднее было обнаружено определённое сходство этого метода с симплекс-методом Данцига, разработанным примерно в то же время.
Семён Израилевич был одним из первых математиков СССР, осознавших важность современной теории оптимизации. Вместе со своими учениками Б.П. Поляком и М.Е. Примаком он создал методы выпуклого программирования в конечномерном и гильбертовом пространстве, а также решил ряд нелинейных задач чебышёвского приближения. Большое влияние на него оказала статья швейцарского математика Эдуарда Штифеля, опубликованная в 1958 году. Его интересы смещаются к прикладной математике, и он начинает заниматься проблемами, связанными с экономикой, исследованием операций и теорией игр. Совместно с Поляком и Примаком он разрабатывает алгоритм решения задачи выпуклого программирования в конечномерном пространстве. В этом алгоритме используется модификация метода градиентов, позволяющая добиться сходимости алгоритма. Он также занимается математическими моделями и проблемами городского планирования.
В 1960-е годы Зуховицкий публикует две монографии. Со своей ученицей Л.И. Авдеевой — монографию по линейному и выпуклому программированию. С другой ученицей, И.А. Радчик, он пишет монографию о сетевом планировании (за границей эту новую тогда область называли системой PERT). С математической точки зрения речь главным образом шла об оптимальных задачах на графах.
Согласно воспоминаниям многих учёных, именно благодаря лекциям Семёна Израилевича они приняли решение стать математиками. Академик Ю.М. Березанский говорит о нём, как о «выдающемся педагоге, который своими блестящими лекциями и даже способом своей жизни привлёк к математике очень многих молодых людей». Проф. Р.А. Поляк определяет основные педагогические принципе Семёна Израилевича как «доступность, предельная чёткость, забота об аудитории независимо от её состава».
Важное место в научной и педагогической деятельности Семёна Израилевича занимали созданные им на Украине, России и Израиле семинары, курсы и другие математические форумы. Так, например, им были организованы курсы «Математика — инженеру» в Киеве и Зимняя математическая школа в Дрогобыче.
В течение пяти лет до переезда в Москву С.И. Зуховицкий руководил созданным им Киевским учебным центром. Центр содействовал внедрению новых математических методов в технику и экономику. Форма обучения в центре сочетала традиционную университетскую систему обучения со специальными курсами; к преподаванию в центре привлекались как признанные учёные, так и математики, работавшие вне «храма науки».
Организованная Зуховицким Дрогобычская зимняя математическая школа проводились с 1968 по 1975 год. Эта школа позволила установить тесную связь между математическими коллективами многих городов СССР и увеличить довольно-таки ограниченное число академических публикаций (материалы школы издавались под эгидой ЦЭМИ). В состав участников школы входили ведущие представители прикладной математики страны, и в течение ряда лет она «являлась главным событием в научной жизни специалистов по прикладной математике».

## Публикации

### Академические издания
- С. И. Зуховицкий. О минимальном приближении системы несовместимых линейных уравнений в связи с некоторыми другими минимум проблемами (укр.) // Журнал Института математики АН УССР. — 1937. — № 4.
- С. И. Зуховицкий. О некоторых задачах теории аппроксимации (укр.) // Математический сборник КГУ. — 1948. — № 2.
- С. И. Зуховицкий, М. Г. Крейн. Замечание об одном возможном обобщении теорем А. Хаара и А. Н. Колмогорова // Успехи математических наук. — Российская академия наук, 1950. — Т. 5, вып. 1. — С. 217—229.
- С.И. Зуховицкий. О наилучшем в смысле П. Л. Чебышёва приближении конечной системы несовместных линейных уравнений // Математический сборник. — 1953. — Т. 33(75), вып. 2. — С. 327—342.
- С.И. Зуховицкий. Некоторые теоремы теории чебышёвских приближений в пространстве Гильберта // Математический сборник. — 1955. — Т. 37(79), вып. 1. — С. 3—20.
- С.И. Зуховицкий. О приближении действительных функций в смысле П.Л. Чебышёва // Успехи математических наук. — Российская академия наук, 1956. — Т. 11, вып. 2. — С. 125—159.
- С.И. Зуховицкий, С. Б. Стечкин. О приближении абстрактных функций // Успехи математических наук. — Российская академия наук, 1957. — Т. 12, вып. 1. — С. 187—191.
- С. И. Зуховицкий, Г. И. Эскин. Некоторые теоремы о наилучшем приближении неограниченными оператор-функциями // Известия АН СССР. — 1960. — Т. 24, вып. 1. — С. 93—102.
- С.И. Зуховицкий, Р.А. Поляк, М.Е. Примак. Алгоритм для решения задачи выпуклого программирования // ДАН СССР. — 1963. — Т. 153, вып. 5. — С. 991—994.
- С.И. Зуховицкий. Просто люди мира (Праведник народов мира) (англ.) // Ukrainian Mathematical Journal. — 1996. — Т. 48, вып. 11. — С. 1636—1637.

### Монографии
- С. И. Зуховицкий, Л. И. Авдеева. Линейное и выпуклое программирование. — М.: Издательство «Наука», 1964.
- С. И. Зуховицкий, И. А. Радчик. Математические методы сетевого планирования. — М.: Издательство «Наука», 1965.
- С. И. Зуховицкий, Л. И. Авдеева. Линейное и выпуклое программирование. — 2-е изд., перераб. и доп.. — М.: Издательство «Наука», 1967.